# زبان موتو
زبان موتو یکی از زبان‌های نوک پاپوائی است که گویشورانش دسته‌ای بومیان پاپوآ گینه نو به نام مردمان موتو هستند. برای تفکیک این زبان از هیری موتو، گاه آن را موتوی سره یا موتوی راستین می‌خوانند. این زبان عمدتاً در منطقه مورد استفاده قرار می‌گیرد، به خصوص در اطراف پایتخت پورت مورزبی. 